# Friedrich Wilhelm August Mullach
Friedrich Wilhelm August Mullach (* 1. Januar 1807 in Berlin; † 8. Juni 1882 ebenda) war ein deutscher Klassischer Philologe, Neogräzist und Philosophiehistoriker.

## Leben und Werk
Friedrich Wilhelm August Mullach besuchte das Gymnasium zum Grauen Kloster und studierte von 1825 bis 1828 an der Berliner Universität Evangelische Theologie, später Philosophie und Klassische Philologie, zu der ihn besonders die Vorlesungen von August Boeckh hinzogen. Am 28. Dezember 1828 bestand er die Lehramtsprüfung; anschließend unterrichtete er für einige Monate am Köllnischen Gymnasium. Von Oktober 1829 bis Oktober 1833 war er Mitglied des Königlichen Seminars für gelehrte Schulen, das von August Boeckh geleitet wurde. Neben der theoretischen Ausbildung im Seminar unterrichtete Mullach am Friedrichswerderschen Gymnasium und am Gymnasium zum Grauen Kloster. In dieser Zeit holte Mullach auch seine Promotion zum Dr. phil. nach, die er 1831 an der Universität Halle (Saale) mit einer Arbeit über den Philosophen Demokrit erreichte. Außerdem lernte Mullach in den Jahren 1829 bis 1831 die moderne griechische Sprache von einigen in Berlin ansässigen griechischen Gelehrten.
Im März 1834 wurde Mullach als Lehrer am Französischen Gymnasium Berlin angestellt. Er unterrichtete Latein und Griechisch, wobei er mit den Schülern im Griechischunterricht die Autoren auf Latein interpretieren sollte und im Lateinunterricht auf Französisch. Im Zuge dieser Arbeit verfasste Mullach eine lateinische Schulgrammatik in französischer Sprache, die 1841 erschien. 1839 wurde Mullach zum ordentlichen Lehrer befördert, im Dezember 1845 erhielt er das Prädikat „Professor“.
Zusätzlich zu seiner Tätigkeit am Gymnasium beschäftigte sich Mullach mit wissenschaftlichen Studien, die vor allem der Geschichte der vorsokratischen Philosophie und der neuzeitlichen griechischen Sprache und Literatur galten. Mullach sah die griechische Sprache und Kultur als eine Einheit von der Antike bis zur Gegenwart an. Die Bezeichnung „Neugriechisch“ für die gegenwärtige griechische Sprache lehnte er ab, da die Eigenarten dieser Sprachstufe sich bereits in der byzantinischen Zeit ausgebildet hatten; er zog es vor, von einer „Vulgarsprache“ (Dimotiki) zu sprechen.
Mullachs wissenschaftliche Absichten, insbesondere zur Verbreitung der griechischen Sprache in der gelehrten Welt, ließen in ihm den Wunsch nach einem größeren Wirkungskreis erwachen. Er stellte darum 1853 ein Habilitationsgesuch für die Fächer Klassische Philologie und Neugriechisch an der Berliner Universität. Die Gutachter August Boeckh und Immanuel Bekker trugen jedoch Bedenken, Mullach für beide Fächer zuzulassen, da sie bei seinen wissenschaftlichen Arbeiten die kritischen Fähigkeiten des Autors vermissten. Darum ließ die philosophische Fakultät am 3. Dezember 1853 nur Mullachs Habilitation „für das Neugriechische“ zu.
Bereits zum 1. Oktober 1853 war Mullach am Gymnasium in den Ruhestand verabschiedet worden. Er lebte seitdem als Privatdozent und Privatgelehrter von Hörergeldern und Honoraren für seine Publikationen. Da seine neugriechischen Vorlesungen und Übungen wenig besucht wurden, bemühte er sich darum, seine Lehrbefugnis auf die Klassische Philologie zu erweitern und damit mehr Hörer zu erreichen; sein Gesuch wurde allerdings von der Fakultät abgelehnt. Dennoch hielt Mullach ab 1855 auch Vorlesungen zur Interpretation altgriechischer und lateinischer Autoren, anfangs noch in neugriechischer Sprache. Nach dem Sommersemester 1862 bot Mullach keine neugriechischen Lehrveranstaltungen mehr an. Er beschränkte sich seitdem auf die Interpretation antiker Autoren in lateinischer Sprache. Nach Boeckhs Tod wurde er 1868 zum außerordentlichen Professor ernannt. Er starb am 8. Juni 1882 im Alter von 75 Jahren.
Mullachs Forschungsarbeit hatte zwei Schwerpunkte: die Philosophiegeschichte und die volkssprachliche griechische Literatur und Sprache. Seine Studien zur Philosophiegeschichte betrafen vor allem die vorsokratischen Philosophen, deren Lehre und Schriften nur in verstreuten Zeugnissen späterer Schriftsteller und Philosophen erhalten sind. Mullach verfasste mehrere Einzelstudien zu Philosophen wie Demokrit und Empedokles, außerdem eine Fragmentsammlung zu Demokrit (1843), eine Ausgabe von doxographischen Schriften des Aristoteles (1845) und eine Ausgabe des spätantiken Kommentars des Hierokles zu den sogenannten „Goldenen Versen“ der Pythagoreer (1853). Sein Hauptwerk war eine umfangreiche Sammlung der Fragmente der griechischen Philosophen, die er von 1860 bis 1881 in drei Bänden herausgab. Die Sammlung war wegen ihrer Vollständigkeit und Übersichtlichkeit lange in Gebrauch, wurde aber in philologisch-kritischer Hinsicht von der Fachwelt kritisiert. Sie ist zum Teil bis heute nicht ersetzt. Für die vorsokratischen Philosophen sind seit 1903 Die Fragmente der Vorsokratiker von Hermann Diels und Walther Kranz maßgeblich (6. Auflage 1951–1952).
Mullachs Studien zur neugriechischen (oder, wie er es vorzog, „vulgarsprachlichen“) Literatur und Sprache gingen von seiner Bekanntschaft mit griechischen Gelehrten in den Jahren 1829–1831 aus; damals begann er mit der Lektüre byzantinischer und neuzeitlicher griechischer Autoren. Er veröffentlichte eine zweisprachige (griechisch–lateinische), kommentierte Edition der Batrachomyomachia-Paraphrase des frühneuzeitlichen Schriftstellers Demetrios Zenos (1837), kritische Studien zu verschiedenen byzantinischen Autoren (1852) und eine Grammatik der griechischen Vulgarsprache in historischer Entwicklung (1856), die den Höhepunkt seiner wissenschaftlichen Beschäftigung mit dem Neugriechischen markiert.

## Schriften (Auswahl)
- Quaestionum Democritearum specimen. Berlin 1835
- Demetrii Zeni Paraphrasis Batrachomyomachiae vulgari Graecorum sermone scripta. Quam collatis superioribus editionibus recensuit, interpretatione Latina instruxit et commentariis illustravit Fr. Guil. Aug. Mullachius. Berlin 1837
- Grammaire latine à l’usage des classes inférieures et moyennes du Collège Royal Français. Berlin / Paris / Brüssel / Genf 1841
- Quaestionum Democritearum specimen secundum. Berlin 1842
- Democriti Abderitae operum fragmenta. Collegit, Recensuit, vertit, explicuit ac de philosophi vita, scriptis et placitis commentatus est Frid. Guil. Aug. Mullachius. Berlin 1843
- Aristotelis de Melisso, Xenophane et Gorgia disputationes. Cum Eleaticorum philosophorum fragmentis Ocelli Lucani, qui fertur, De universi natura libello coniunctim edidit, recensuit, interpretatus est Frid. Guil. Aug. Mullachius. Berlin 1845
- Disputatio de Empedoclis prooemio. Berlin 1850
- Coniectaneorum Byzantinorum libri duo. Berlin 1852
- Hieroclis in aureum Pythagoreorum carmen commentarius. Recensuit et illustravit Frid. Guil. Aug. Mullachius. Berlin 1853. Nachdruck Hildesheim 1971
- Quaestionum Empedoclearum specimen secundum. Berlin 1853
- Grammatik der griechischen Vulgarsprache in historischer Entwicklung. Berlin 1856
- Fragmenta philosophorum Graecorum. Collegit recensuit vertit annotationibus et prolegomenis illustravit indicibus instruxit Fr. Guil. Aug. Mullachius. Paris 1860–1881. Nachdruck Aalen 1968